# Primärradar
Primärradar (engl. Primary Surveillance Radar, PSR) bezeichnet Radaranlagen, die das Radar-Prinzip ausschließlich und unmittelbar umsetzen, d. h. die unmittelbaren (passiven) Echos des erfassten Objekts der zuvor ausgestrahlten Hochfrequenzimpulse des eigenen Radar-Sensors. Die Richtung zum Ziel wird dabei aus dem Azimut der PSR-Antenne, z. B. (phased) Antennen-Array oder Parabolspiegel, gewonnen und die Schräg-Entfernung (engl. Slant Range) über die Laufzeit des Signals zum Zielobjekt hin und Empfang des Echos am Zielobjekt. Je nach Einsatzzweck können aus den Echos auch noch weitere Informationen, z. B. Wetterinformationen, oder andere Informationen gewonnen werden, z. B. Ground Penetrating oder Wall Probing Radar.
Der Begriff dient der Abgrenzung zum Sekundärradar (engl. Secondary Surveillance Radar, SSR), bei dem die Zielerfassung von Luftfahrzeugen durch Abfrage (engl. Interrogation) und Auswertung der Antwort (engl. Reply) eines SSR- oder IFF-Transponders eines Luftfahrzeugs erfolgt. In der Flugsicherung erfolgt die Flugverkehrskontrolle von sich in der Luft befindlichen Luftfahrzeugen durch eine Kombination eines PSR- und eines SSR-Sensors z. B. SRE-M-Radar (Surveillance Radar Equipment, Mittelbereichs-PSR) und beim ASR (Airport Surveillance Radar), jedoch werden zunehmend auch nur Monopulse-SSR-Sensoren (MSSR) ohne zusätzlichen PSR-Sensor verwendet. Für die Rollfeldführung am Boden werden Primärradare verwendet, die auf Englisch Airport Surveillance Detection Equipment, ASDE bzw. Surface Movement Radar, SMR genannt werden. Zum Teil werden sie in Kombination mit Multi-LATerations-Sensor verwendet, die ADS-B-Squitter-Signale von SSR-Mode-S-fähigen Flugfunktransponder auswerten.
Während die Antennen der Radaranlagen ursprünglich mechnisch drehende oder horizontal und/oder vertikal scannende (en. mechnical scanning, oder mscan) Antennen nutzen, kommt dann wenn es auch Vorteile bringt zunehmend auch escan (en. electronally scanning) Phased-Array-Antennen bei dem die Antennenkeule elektronisch viel schneller horizontal und/oder vertikal geschwenkt werden können als dies bei mechanisch scannenden (en. mechanical scanning oder mscan) Antennen möglich ist.
Während in der Regel bei PSR-Sensoren der PSR-Sender und -Empfänger die gleiche Antenne nutzt, sind aber auch geteilte Systeme mit unterschiedlichen Standorten möglich sowie existieren auch passive multi-statische Radar-Systeme, bei denen von mehreren anderen Sendern (z. B. Rundfunk – oder TV-Sendern) erzeugte Echos von mehreren Sensoren empfangen und analysiert werden (s. Passives Radar).
Primärradar-Anwendungen sind beispielsweise:
- PSR-Sensoren der zivilen, militärischen Flugsicherung und Luftverteidigung (engl. Air Defense) dienen zur Erfassung von Luftfahrzeugen, ohne dass diese einen SSR- oder IFF-Transponder besitzen müssen, bzw. ob die Transponder aktiviert wurden, diese sind:
  - ASDE-Sensoren zur Rollfeldführung von Luftfahrzeugen auf dem Boden auf Flughäfen und optional als ein Teil eines A-SMGCS (Advanced – Surface Movement Guidance and Control System) Systems.
  - PAR (engl. Precision Approach Radar, dt. Präzisionsanflugradar) mit einem PSR-Sensor zur Erfassung des Kurses und einem PSR-Sensor zur Erfassung des Gleitwegs für Präzisions-Anflugverfahren von Luftfahrzeugen.
  - SRE (Surface Radar Equipment) Mittelbereichs-Flugsicherungs-Radaranlagen mit Reichweiten bis über 200 NM, vorwiegend für die En-Route-Flugverkehrskontrolle (dt. Überwachung des Streckenflugs), meistens gepaart mit einem SSR-Sensor. Optionale Anwendung für Verarbeitung von Wetter-Echos mit zusätzlichem Empfänger für diesen Zweck.
  - ASR (Airport Surveillance Radar, dt. Anflugradar) für Überwachung von Anflug und Abflug sowie Kontrolle des Bereichs um Flughäfen bis über 60 NM, meistens gepaart mit einem SSR-Sensor. Optionale Anwendung für Verarbeitung von Wetter-Echos mit zusätzlichem Empfänger für diesen Zweck.
  - 3d-Radar liefern der Air Defense zusätzlich zur Entfernung und dem Azimut eines Zieles auch dessen Höhe.
- An Bord von Luftfahrzeugen kommen folgende Primärradare vor:
  - Radar-Altimeter (Höhenradar) für die Ermittlung der Höhe über Grund, z. B. während des Landeanflugs
  - Wetterradar
- Wetterradare, bzw. Niederschlagsradare, die ausschließlich dazu dienen Wetter Reflexionen, z. B. von Regentropfen zu erfassen.
- Schiff-Radare auf Fluss- und Hochseeschiffen, die dazu dienen fremde Schiffe und Hindernisse zu erfassen.
- Im Straßenverkehr eingesetzte Radar-Anlagen („Radarfalle“), die mittels Doppler-Effekt die gefahrenen Geschwindigkeit messen.
- Synthetic Aperture Radare (SAR) z. B. zur Erfassung der Topographie von Bord von Luftfahrzeugen oder Satelliten
- Ground Penetrating Radar zur Bodenerkundung.
- Wall Probing Radar zur Suche von Balken und Leitungen in Hauswänden.
- Bewegungsmelder zur großflächigen Überwachung von Einrichtungen, z. B. zum Einschalten der Beleuchtung oder zur Erfassung von Einbrechern.

## Funktionsweise
Ein Primärradar kann folgende Informationen durch Messungen erhalten:
- Schräg-Entfernung {\displaystyle r} zwischen dem Standort der Radarantenne und dem reflektierenden Objekt (z. B. einem Flugzeug) auf der Basis der Laufzeit {\displaystyle \Delta t} des Radarsignals zum Objekt und vom Objekt zurück. Die Ausbreitungs-Geschwindigkeit {\displaystyle c} des Radarsignals ist näherungsweise gleich der Lichtgeschwindigkeit im Vakuum. Daher gilt:

{\displaystyle r\;=\;{\frac {\Delta t}{2}}c}
- Azimut-Winkel der sich drehenden Parabolantenne eines PSR Radarsensors bezogen auf geographischen Nordrichtung während der Erfassung eines Echos / von ein PSR-Ziel. Der Azimut-Winkel wird über einen Winkelgebers an der sich drehenden Radarantenne gewonnen.
- Höhe zwischen der Radarantenne und einem Luftfahrzeug kann von normalen 2-D(imensionalen) PSR Radarsensoren nicht erfasst werden. Bei 3-D(imensionalen) Radarsensoren ist dies möglich, z. B. durch Nutzung von vielen übereinander angeordneten Feedhörnern die höhenabhängige Antennendiagramme erzeugen und zum Empfang der Echos eingesetzt werden, es wird jedoch für jedes Feedhorn ein separater Radarempfänger benötigt.
- Radarrückstrahlquerschnitt, d. h. die effektive Reflexionsfläche des erfassten Objekts an der Leistung zurück zum PSR Radarsensor reflekiert werden kann. Je größer diese Fläche ist, desto stärker ist das vom Objekt zurückreflektierte Signal, umso mehr Reserve hat das reflektierte Signal gegenüber Störungen, z. B. Ground-Clutter, oder thermischen oder mit der Antenne erfassten solarem Rauschen. Nur bei Verwendung von analogen Anzeigen wie PPI (en. Plan Position Indicator)  erscheint das Objekt heller. Auf den mitlerweiler seit Jahrzehnten  verwendeten digitalen Radarsichtgeräten ist nach erfolgreicher Verarbeitung eines Echos im PSR Radarsensor kein Unterschied zu sehen.
- Radialgeschwindigkeit der erfassten Objekts (Geschwindigkeitskomponente in Richtung des Radarstrahls) mit Hilfe des Doppler-Effekts

Für die Darstellung des erfassten Objekts auf einem Bildschirm, werden die Entfernungs- und Winkelmesswerte entweder direkt auf einem PPI (Plan Position Indicator) dargestellt oder digitalisiert und in geografische Koordinaten (Längengrad und Breitengrad oder Rechtswert und Hochwert) zur digitalen Weiterverarbeitung oder Darstellung transformiert, optional können weitere Information z. B. Karte, Hindernisse oder SSR-Informationen eingeblendet werden.
Die zuvor erfasste Position des Ziel-Objekts ist bei PPI-Displays durch das Verblassen der vorherigen Position auf der Phosphor-Schicht ersichtlich oder wird bei digitaler Verarbeitung und Darstellung als kleineres Label zusätzlich zur aktuell dargestellten Position auf einem Bildschirm dargestellt. Weitere Informationen, die z. B. durch SSR- oder MLAT-Sensoren gewonnen werden können zusätzlich eingeblendet werden, z. B. 24 Bit-Kennung, Geschwindichkeit oder barometrische Höhe.
Antennen der Primärradare arbeiten oft mit Parabolspiegel-Reflektoren (Parabolantennen). Es gibt aber auch balkenförmige Schlitzantennen oder flache Patchantennen mit elektronischer Bündelung des Strahls (Phased-Array-Antenne). Primärradare drehen mit der Antenne ihr Antennendiagramm entweder kontinuierlich um 360°, oder Schwenken (engl. Scanning) dieses vertikal und/oder horizontal zur Erfassung eines Zielbereiches. Die Drehung oder das Scanning des Antennen-Diagramms über einen Bereich kann sowohl mechanisch, mit Hilfe von Motoren oder elektronisch, durch Steuerung der Signalphase von einzelnen Antennenelementen eines Phased-Arrays erreicht werden.

## Vorteile des Primärradars
Primärradaranlagen sind nicht darauf angewiesen, dass ein Luft-, Boden oder Maritimes-Fahrzeug aktiv Signale generiert, damit es erfasst werden kann. Dies ist z. B. im Bereich der Flugsicherung von Bedeutung, da sich in der Luft befindliche Flugzeuge auch bei ausgefallenem oder auch bei absichtlich deaktiviertem SSR- oder IFF-Transponder, bei Störung oder Überlastung der Interrogation-Frequenz 1030 MHz und der Reply-Frequenz auf 1090 MHz über die passiven Echos erfasst von PSR Radarsensoren, z. B. SRE-M oder ASR, deren Flugstrecke nachverfolgt werden kann.
Auf Flugplätzen liefern ASDE eine Übersicht über im Vorfeld- und Runway-Bereich am Boden befindliche Objekte sowie Boden- und Luftfahrzeuge. Die im Prinzip Baugleichen Maritimen Schiffsradar liefern die Darstellung von anderen Schiffen, Objekten und der Küstenlinie.

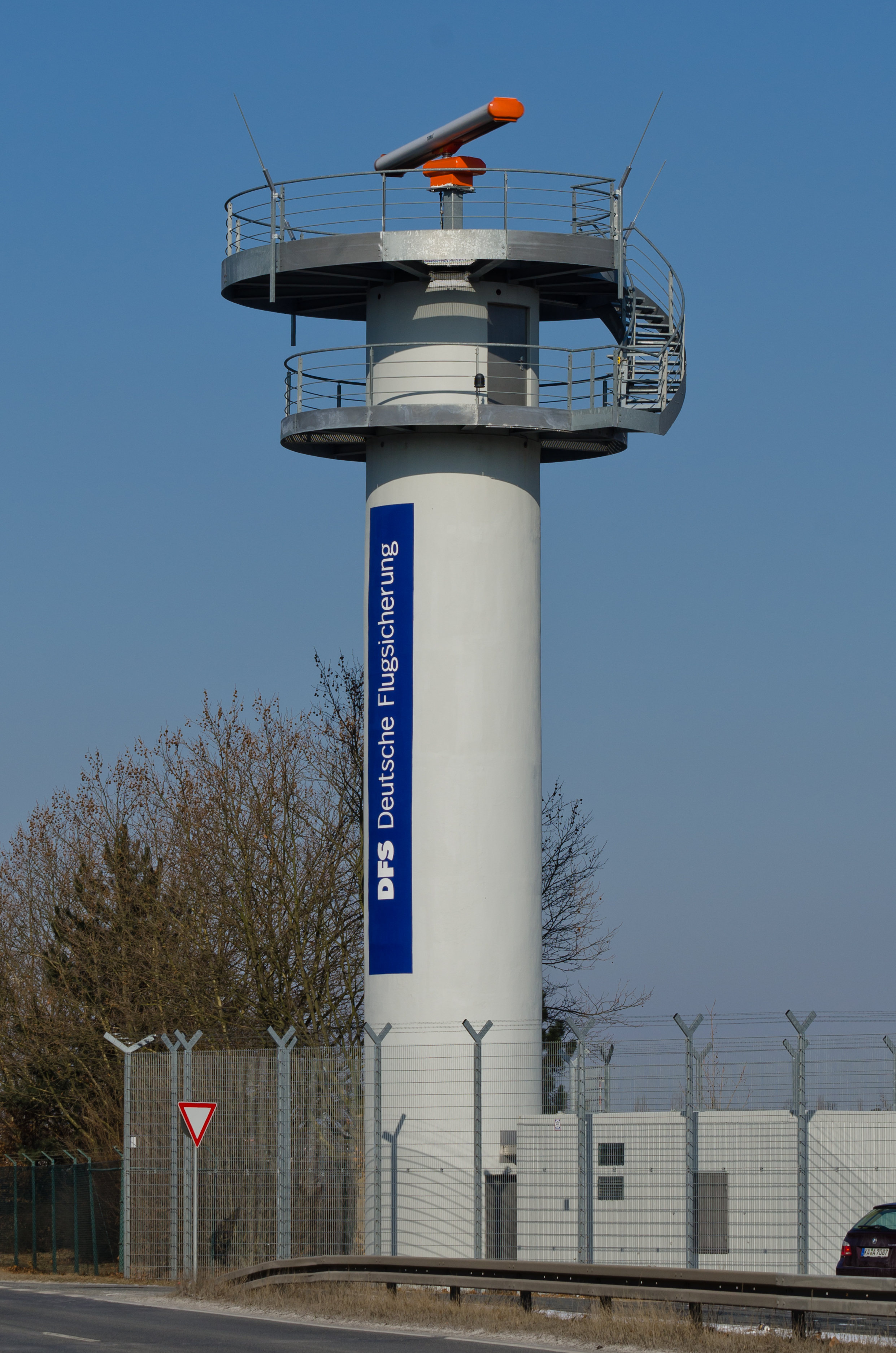
PSR-Antenne eines ASDE der Flugsicherung im X-band
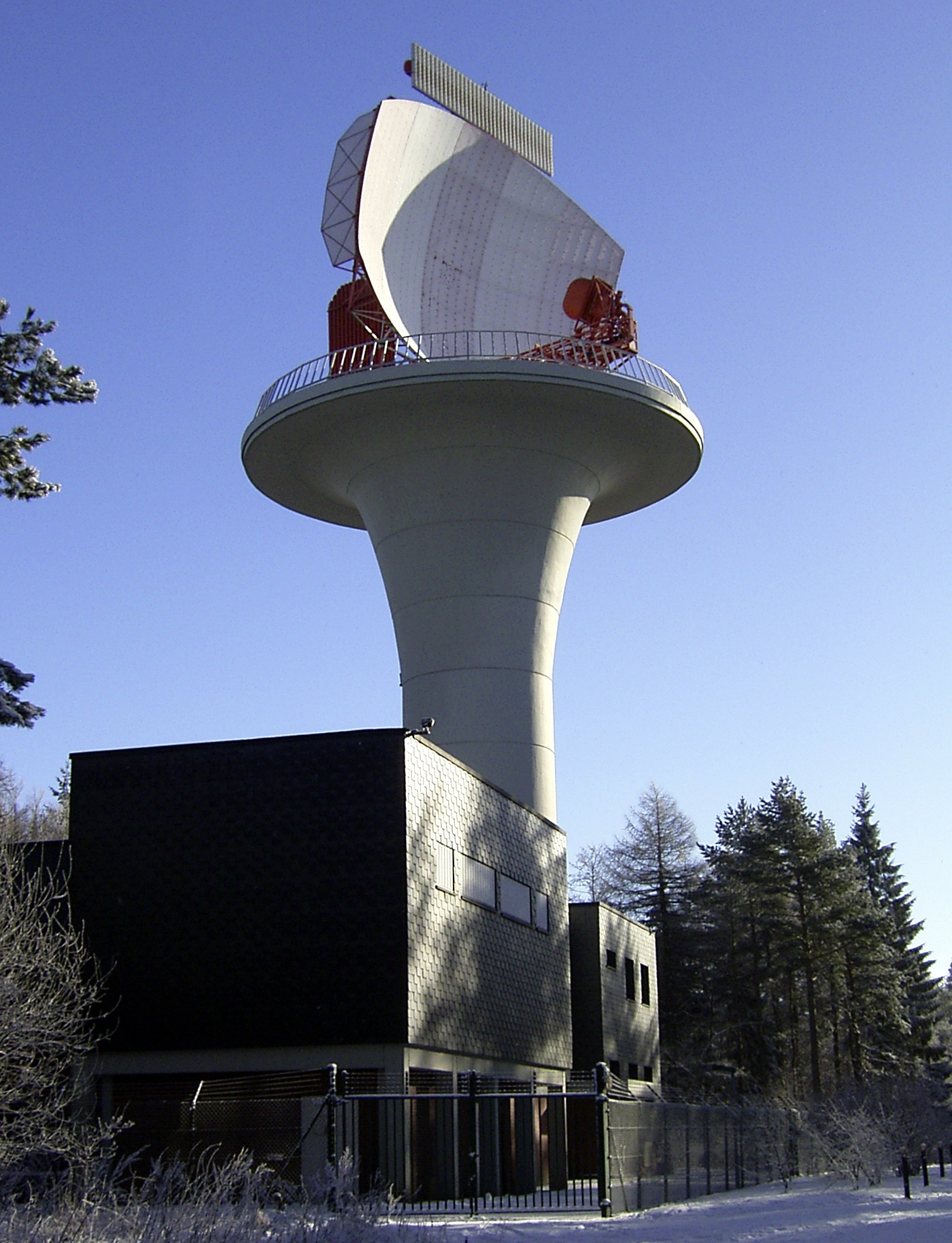
Kombination von PSR-Antenne (großer Parabol-Reflektor) und SSR-LVA-Antenne oberhalb des Parabolspiegels einer SRE-M PSR/MSSR Anlage der Flugsicherung im L-Band
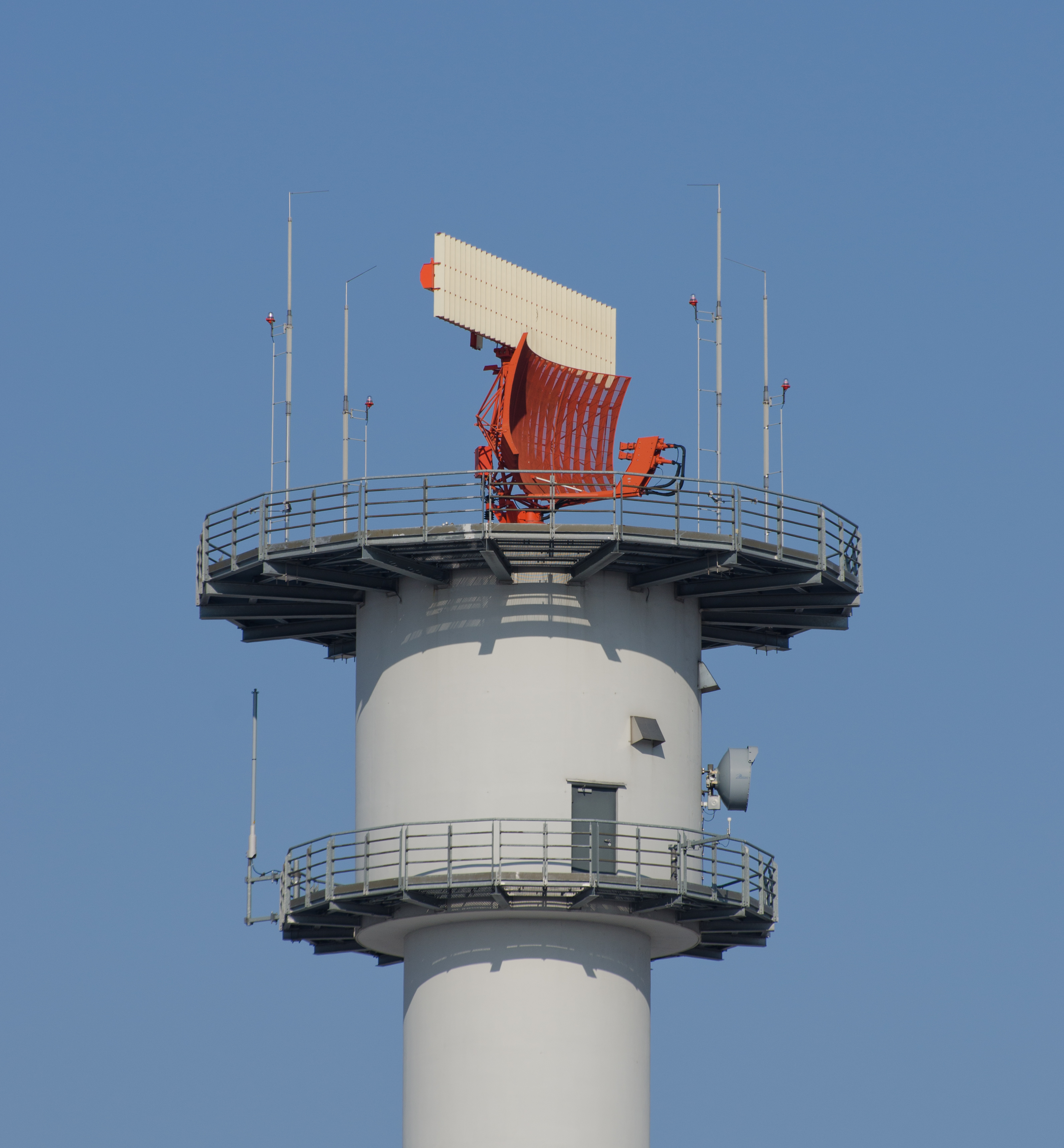
Kombination von Primärradarantenne (Parabol Reflektor) und SSR-LVA-Antenne oberhalb des Parabolspiegels einer ASR PSR/MSSR-Anlage der Flugsicherung im S-Band
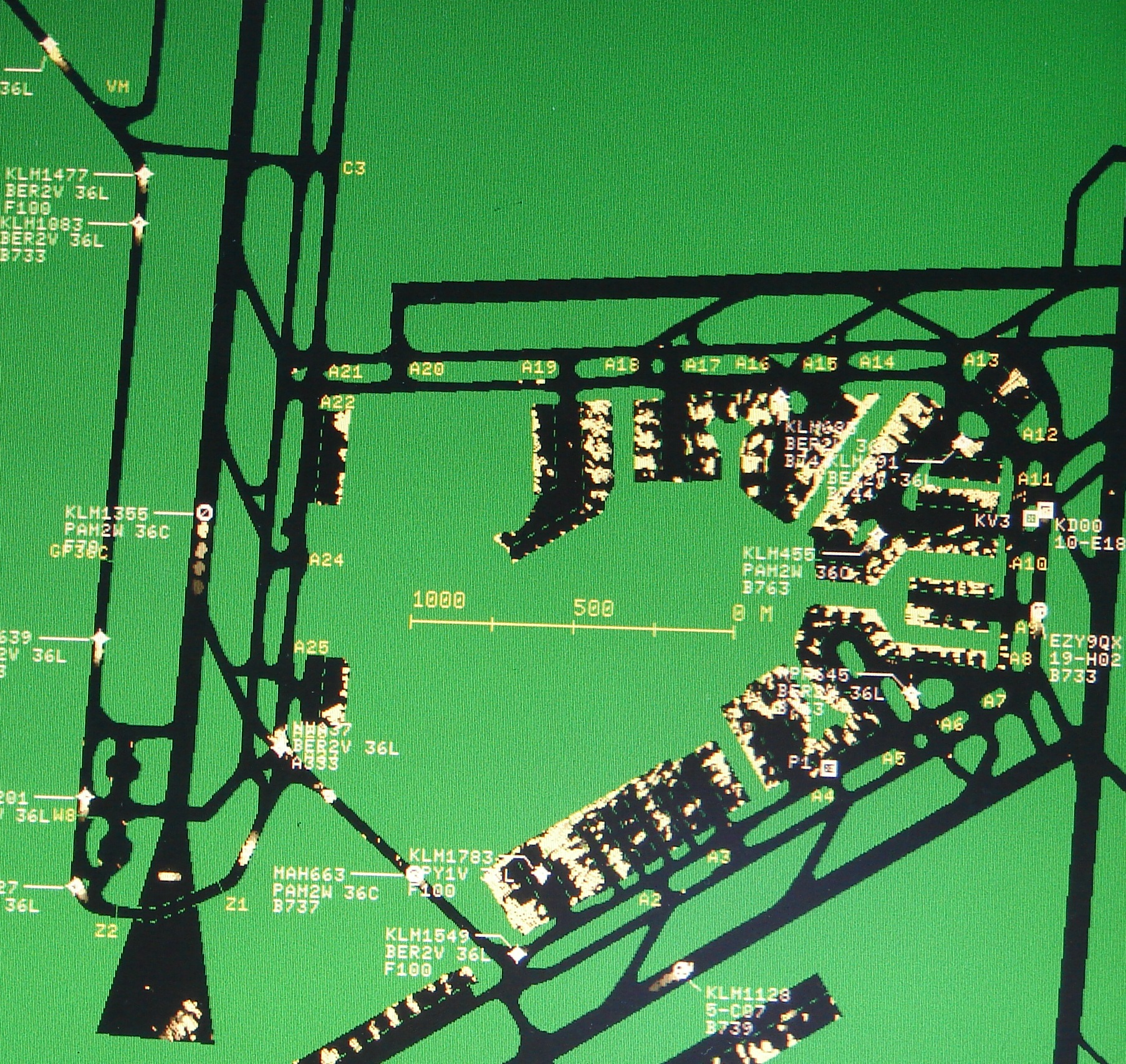
Bildschirm eines Flughafenradars: Vom Primär-Radar erfasste Objekte erscheinen als Punktwolke. Zusätzlich via Sekundärradar identifizierte Objekte sind mit einem Label versehen
Schiffsradar Antenne ähnlich dem ASDE der Flugsicherung
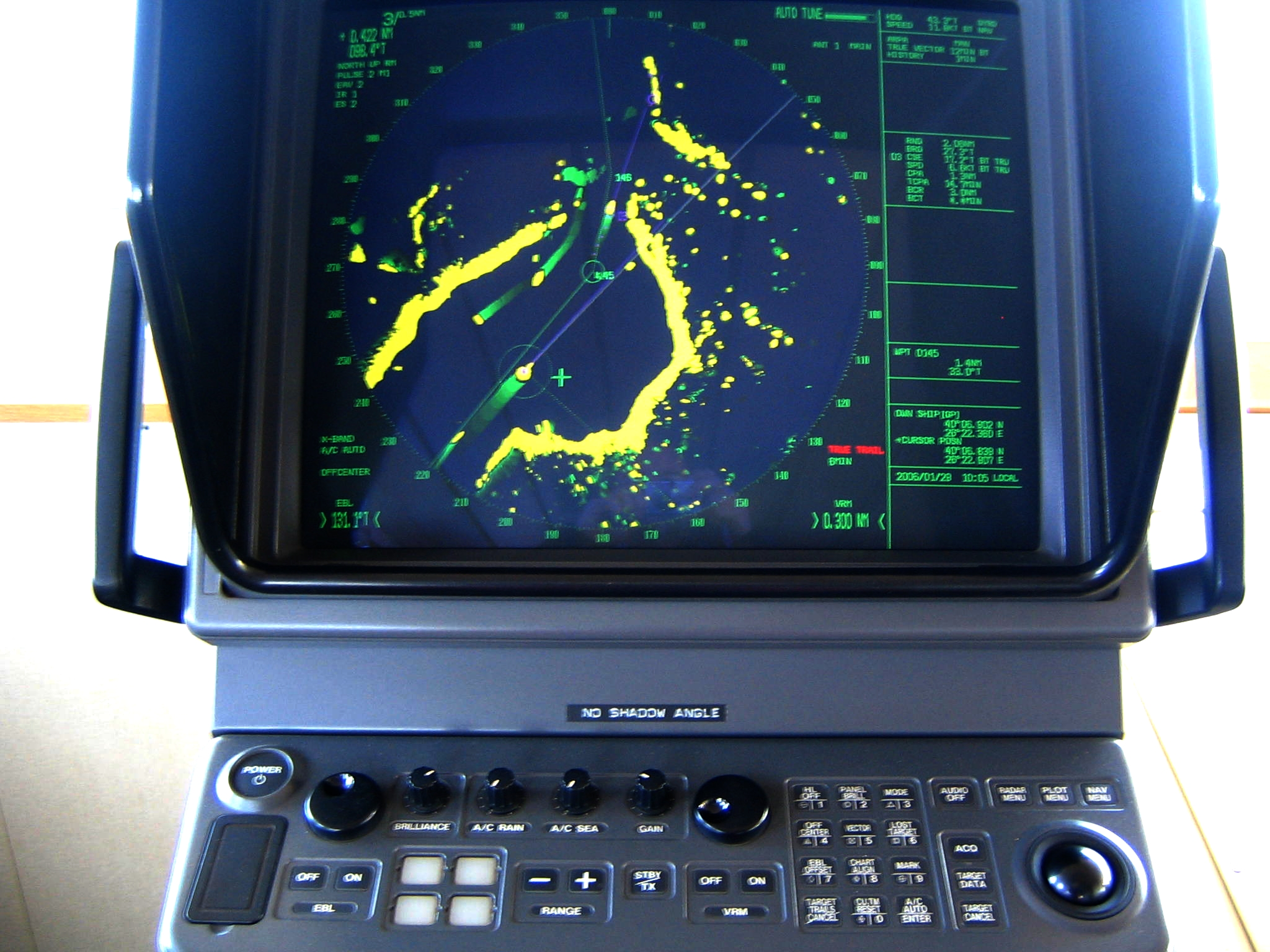
Bildschirm eines Schiffsradars
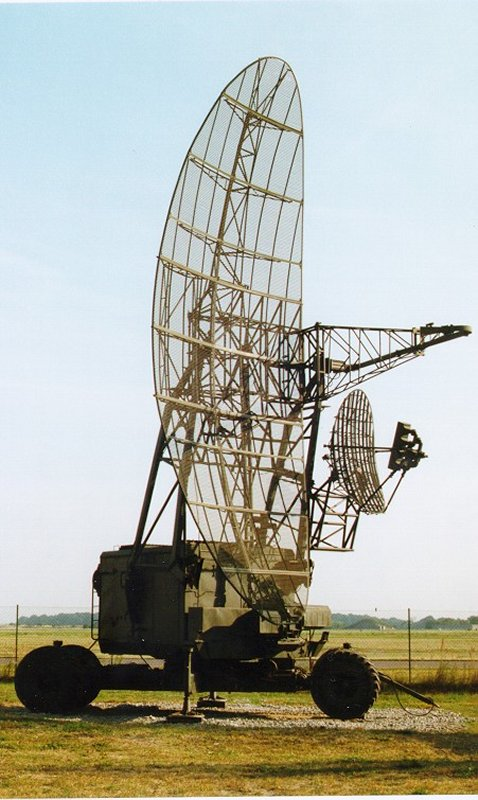
Parabolantenne (PRW-13 „Odd Pair“, sowjetisches Primärradar zur Höhenmessung)
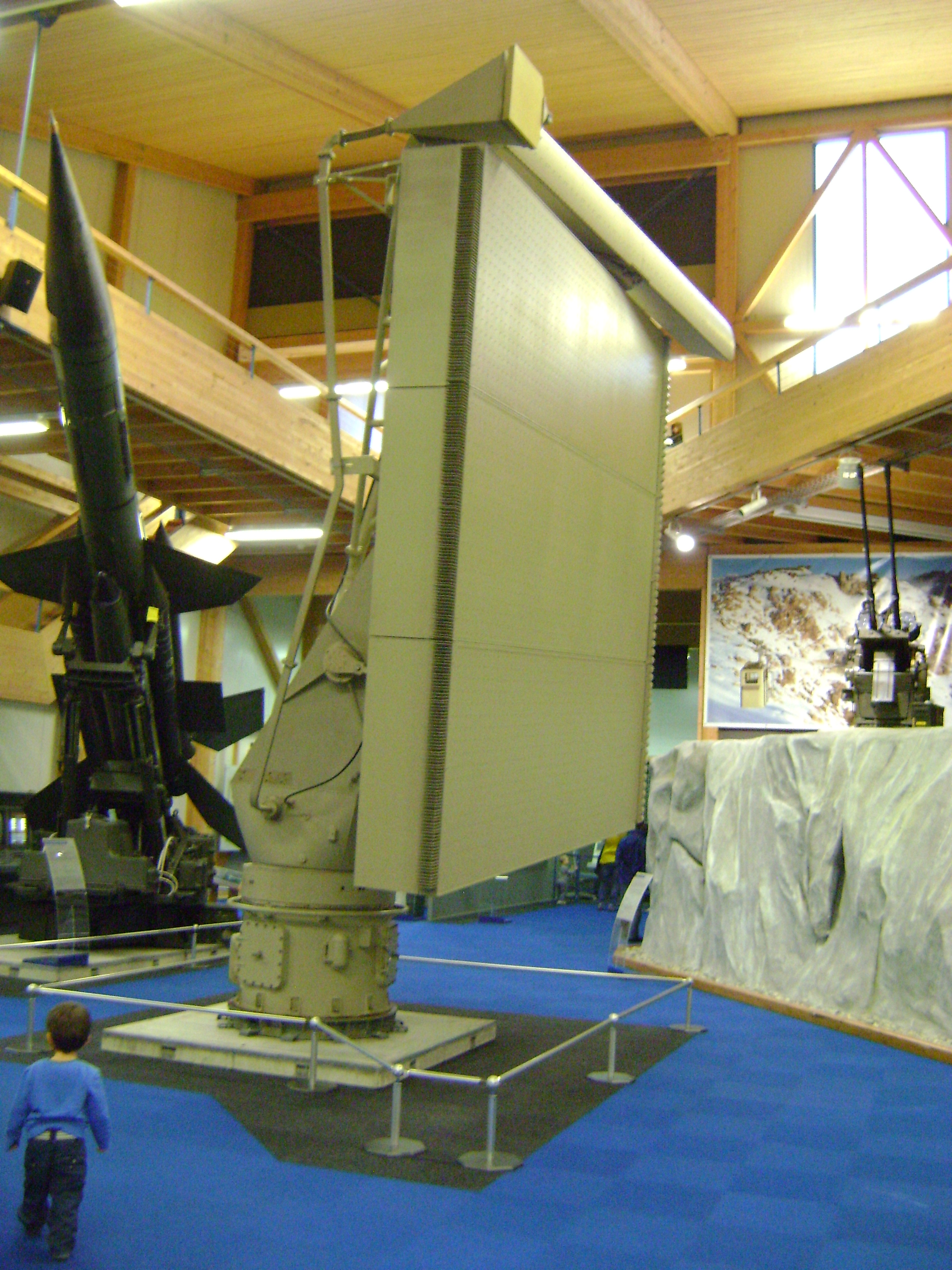
Flache Phased-Array-Antenne Radarantenne

In der Zivilluftfahrt verfügen die Primärradare meist über zwei oder mehr Primär-Radarfrequenzen, z. B. zur Verbesserung der Erfassungswahrscheinlichkeit bei Störungen einer Frequenz oder zur Minimierung der Einflüsse von Blind-Speed und Blind-Phase (z. B. wenn sich ein Luftfahrzeug im Radialflug um einen PSR-Sensor befindet).

## Nachteile des Primärradars
Primärradar-Sensoren können aus dem an einem Ziel reflektierten Echo des abgestrahlten Radar-Signals nur wenige Informationen ermitteln, dies sind Azimuth referenziert auf den Standort des Radar-Sensors, die Entfernung des Ziels zum Radar-Sensor, die Geschwindigkeit eines Ziels und soweit der Radar Sensor dies unterstützt die Höhe referenziert auf den Standort des Radar-Sensors. Die Bestimmung der Höhe des Ziel-Objekts über der Erde oder dem Wasser ist nur bei hierzu optimierten PSR-Sensoren möglich, sofern diese nicht wie beim 3d-Radar mehrere vertikal übereinander angeordnete Hornstrahler höhenabhängige Antennen-Diagramme zur Auswertung der Höhe liefern, oder das Antennendiagramm vertikal geschwenkt wird, z. B. mechanisch oder elektronisch über ein Phased (Antenna) Array beim Präzisionsanflugradar (engl. Precision Approach Radar, PAR).
Demgegenüber kann Sekundärradar- (Secondary Surveillance Radar, SSR) und IFF- (en. Interroagtion Friend or Foe) für Air Traffic Control (ATC, dt. Flugsicherung) durch eine Abfrage mit SSR- oder IFF-Interrogatoren aus den Replies (en. Antworten) von SSR- oder IFF-Transponder an Bord von Luftfahrzeugen in Mode AC eine von 4096 möglichen Kennungen und die vom barometrischen Höhenmesser gelieferte Höhe eines Luftfahrzeuges liefern. In Mode S stehen 24 Bit zur Verfügung, so das eine eindeutige Kennung von Luftfahrzeugen, die Barometrische-Flughöhe, sowie weitere Informationen wie z. B. Heading, Sink-/Climb-Rate oder die mit einem GNSS-Empfänger (Global Navigation Satellite Service, z. B. Galileo, Glonass, GPS) ermittelte Position geliefert werden kann.
Primärradar-Sensoren benötigen gegenüber SSR Sensoren eine erheblich höhere Sendeleistung als vergleichbare Sekundärradarsysteme, um die gleiche Reichweite erzielen zu können und sind aufgrund der hierzu nötigen sehr hohen Empfängerempfindlichkeit und Bandbreite sehr empfindlich gegenüber Störungen. Die Radar-Gleichung ergibt beim Primärradar eine Empfangssignal-Leistung, die umgekehrt proportional zur 4-ten Potenz des Abstands des Ziels ist oder 1/R4. Hingegen ist die Leistung des Empfangssignals beim Sekundärradar lediglich umgekehrt proportional zum Quadrat des Abstands oder 1/R2. Das heißt, sie nimmt mit wachsender Entfernung wesentlich schwächer ab.
Ein SRE-LL PSR Radarsensor erzeugte pro Kanal Pulsspitzenausgangsleistungen von um die 2,5 MW (entspricht ~130 dBm), wodurch sich mit einem Antennengewinn von um die 36 dBi eine Strahlungsleistung von um die 166 dBm ergab. Abhängig von dem Rückstrahlquerschnitt von Luftfahrzeugen waren so Erfassungsreichweiten von mehreren hundert NM möglich.
Demgegenüber nutzen zivile Reichweiten SSR-Interrogatoren nur Pulsspitzenausgangsleistungen von um die 500 W (entspricht ~57 dBm), wodurch sich mit einem Antennengewinn von um die 27 dBi eine Strahlungsleistung von um die 84 dBm ergeben. Auch wenn prinzipiell die passiven Echos eines Interrogators für einen PSR Radarsensor genutzt werden könnten, wäre aufgrund der weitaus kleineren Strahlungsleistung bestenfalls eine Erfassung von Luftfahrzeugen auf wenige 10 NM möglich.